# 中年スーパーマン左江内氏
『中年スーパーマン左江内氏』（ちゅうねんスーパーマンさえないし）は、藤子不二雄名義で発表されたSFサラリーマン漫画。藤本弘（のちの藤子・F・不二雄）による単独執筆作。『漫画アクション』（双葉社）に1977年9月15日号から1978年10月26日号に掲載された。全14話。 
2017年1月に『スーパーサラリーマン左江内氏』のタイトルで連続テレビドラマ化された（日本テレビ系）。設定と作風は漫画とは大きく異なっている。
以下では、漫画作品について記述する（ドラマ作品は「#テレビドラマ」の項内のみに記述）。

## あらすじ
ごく平凡な中年サラリーマンの左江内はある日「スーパーマン」を自称する初老の男性に付きまとわれ、スーパーマン業の後がまになってくれないかともちかけられる。左江内は酒の上の冗談だと思い本気にしなかったが、娘の危機を救うためにスーパーマンに変身したことで、そのままスーパーマン業を引き受けることに。左江内は平凡なサラリーマン生活を続けながら、身の回りの些細な揉め事を解決したり、暴漢や強盗と戦う日々を送ることとなる。

## 登場人物
左江内
会社での役職は係長。45歳。下の名前は不明。小心者でお人よし、少々頼りなさげな中年男性。そういった性格で能力を悪用もしないだろうと、先代のスーパーマンからスーパー服を譲り受けた。この服の能力のせいで事件を察知できるようになり、仕事中でもスーパーマンとして出動しなければならない羽目になる。
左江内 円子
左江内の妻。夫のことはまるで信頼していない。いつもぐうたらしている。
左江内 はね子
左江内の娘。高校生。年頃で反抗期を迎えている。夜遊びの帰り道にオートバイの男に襲われたところを「スーパー服」を着用した左江内に助けられる。
左江内 もや夫
左江内の息子。姉のはね子から襲われそうになった話を聞き「かーっこいい!!」と口にする。
先代のスーパーマン
初老の男性。左江内にスーパー服を譲り渡す。本業はハンコ屋であるが、スーパーマン業に精を出し過ぎて経営が苦しくなり、妻にも逃げられた。スーパー服はさらに先代のスーパーマンから譲り受けたもの。
パーやん
同作者の別作品『パーマン』のキャラクター。最終話に登場。内職としてパーマンの力を使った運送業を営んでおり、左江内を共同経営者に誘った。

## スーパーマンの能力
漫画作品内での能力を以下に記す（ドラマ版での能力は「#ドラマのみの設定と場面」を参照）。
スーパー服の着用時
- 高速で飛行が可能で、高いビルも超えられる。
- パンチ1発で岩やオートバイを砕き、家1軒や木も根元から引き抜ける。
- 弾丸を跳ね除ける防御力。
- 水中で呼吸ができる。
- 任意の数段階で透視できる（壁の透視から、衣服の透視、レントゲンのように骨を見ることもできる。女性の衣服を透視して裸体を拝むこともできる）。
- スーパー服はどんな体型でもフィットする。
- スーパー服の生地からは光線が常に発せられており、スーパーマンを目撃した人物は数秒でその存在すら忘れてしまう。このため、正体を知られることはないが、活躍を記憶されることもない。スーパー服の上から通常の服を着ることで、光線の効果を消すことができる。
- スーパー服は通常は畳んだハンカチの形状にして持ち歩ける。変身したいときには一瞬で広げられる。
- 定期的に洗濯をしないと汚れて悪臭を発する。
- 裏返しに着ると力が抜けて弱くなる。

常時
- スーパーマンが出動すべき事件が起きると、遠くからでも察知できる（スーパー服を着ていない時も察知できる）。

## 単行本
- 『中年スーパーマン左江内氏』 双葉社〈アクションコミックス〉 全1巻
- 『中年スーパーマン左江内氏』 中央公論社〈藤子不二雄ランド〉全1巻
- 『SF全短篇』第3巻 中央公論社〈中公愛蔵版〉 ※全14話を全て収録
- 『中年スーパーマン左江内氏』 小学館〈藤子・F・不二雄大全集〉[注釈 2] ※全14話を全て収録
- 『中年スーパーマン左江内氏』小学館〈てんとう虫コミックススペシャル〉全1巻[注釈 3]

## テレビドラマ
『スーパーサラリーマン左江内氏』（スーパーサラリーマンさえないし）のタイトルで2017年1月14日から3月18日まで毎週土曜日21時 - 21時54分に日本テレビ系の「土曜ドラマ」枠で放送された。主演は堤真一で、堤は日本テレビの連続ドラマは初主演となった。原作の基本設定を踏襲しつつもオリジナルのストーリーや他の藤子作品ネタを取り入れ、脚本・演出を担当した福田雄一独特の作風と言えるコメディ仕立てのドラマとして制作された。
キャッチコピーは「悪には強いが、妻には弱い。」。
番組エンディングでは主演の堤のほか、主要キャストが主題歌の「HAPPY」に載せてダンスを踊るシーンが流れている。そのため、前クールに放送されていた『逃げるは恥だが役に立つ』（TBS系）の二番煎じという声も上がったが、エンディングのダンスは企画時点から『観賞用』として計画されていたもので、直接の関連性は無い。
第6話終了後に小池刑事役のムロツヨシを主演に置いたスピンオフ作品「小池刑事の鬼の取調室」の製作が発表され、3月18日の最終回終了直後からhuluで配信が開始された。ストーリーは全3話で、堤が演じる左江内をはじめとするレギュラーキャストも出演している。
なお、2017年春の番組改編に伴い土曜ドラマが22時台への変更が決まったため、本作品が21時台での最後の作品となった。
2020年5月9日から5月30日までは同じ福田が脚本・監督を手がける『今日から俺は!!劇場版』の宣伝も兼ねて土曜、日曜昼枠で「特別版」と称し再放送が行われた。

### ドラマのみの設定と場面
設定の付加
- 主人公の下の名前は「英雄」。

スーパースーツの設定と能力
- 漫画では「スーパー服」という名称だが、ドラマでは「スーパースーツ」。
- スーパー服に包まれていない頭部に振り下ろされた金属バットが飴のように曲がるほど、肉体が頑健になる。
- 強く息を吐いただけでヤクザを吹き飛ばす肺活量。
- 透視能力の例として、高尾山上空から地上に落ちたコピーロボットを探し当てる場面がある。
- 目撃者の記憶を消したくないときは忘却光線をオフにできる。
- バッジ一つで簡単に脱着できる。たとえスーツが盗まれて第三者が着用していたとしても、バッジを翳すだけで奪還できる。

### キャスト

#### 左江内家
左江内 英雄〈52〉
演 - 堤真一
できれば責任を背負わないで済ませたいと考えている主人公。ツッコミ担当で、コンニャクが大の苦手である。栃木県の出身で、スーパーマンの重責も辛いので事あるごとに返したがっているが困っている人を放って置けない部分もある。家での私生活は妻には尻に敷かれ、子供にもあまり良く扱われていないが、本人は妻も子供も愛している。妻である円子を恐れてはいるが、時にはキスをせがむなど甘えるときもある。基本的に常識人であるが、マイペースでスーパーマンの力を通勤や部屋の掃除などに便利に使っていることもある。左江内の超人としての活躍は忘却光線で忘れさせるため、それ自体が「無かったこと」になっているが、時々オフにすることもできる。第7話ではスーパーマンをやめたい一心で池杉に託したが、池杉がスーパースーツを紛失してしまったことにより、スーパースーツで強化した強盗相手にスーツ無しで戦い、内に秘めた責任感と根性を発揮した。最終話では自身の都合で転落しそうになった少年の救出が遅れた上、ギリギリの差で負傷させてしまったことから責任を負う毎日に嫌気が差し、スーパーマンの力を返したら老人の全ての責任はこちらで負うとの言葉とともに米倉に家庭の父や会社の係長の立場まで全て奪われ、文字通り責任を負うことがなくなり、却って途方に暮れていた。しかし円子がバスジャックの被害にあったと知り、再びスーパーマンを続けることを決意した。
左江内 円子〈50〉
演 - 小泉今日子
左江内の妻。男勝りな口調で左江内に無茶を平然と頼むなどわがままで子供っぽく、非常に寝坊助でだらしない上に身勝手な俗に言う鬼嫁でもある。容姿は美人で小柄。時々、関西弁で話すこともある。また左江内の浮気などということは考えたくもないことであり、本当は左江内を愛していることがうかがえる。結局不器用で素直になれないだけであり、左江内の話を聞いてあげたり一度は拒んだ保護者同伴の遠足に参加したり、左江内が部長に就任したと勘違いして左江内を悩ませていたがすかさずフォローしたり、時には（下手ながら）家事もすることもあるため根は優しい。また左江内曰く、1日に15時間は寝ておりどこでも寝られる体質で7話ではヨガをしながら寝た姿に左江内を驚かせた。度胸も据わっており、最終話では左江内を守るため、バスジャックに蹴りを入れるなど大胆な一面も見せた。
左江内 はね子〈16〉
演 - 島崎遥香
左江内の長女で、アイドル志望で少々わがままな少女。高校生で、東京都立源高等学校（架空）へ通う。父を軽く扱っているが、第1話で強盗犯から自分を犠牲にして自らを救おうとした左江内に死んで欲しくないと本音で語った（ただし、左江内の忘却光線でそれは忘れている）。優しい一面もあり、困っている英雄にお金を貸したり、不器用な両親に気を使って左江内の代わりにレストランの席取りを引き受けたりなど手助けすることもある。また、最終話では家族で唯一左江内の変化に漠然と気づいていた。
左江内 もや夫〈8〉
演 - 横山歩
左江内の長男で、自分が悪くても認めたがらない小学生男子。東京都立骨川小学校（架空）に通う。自分を運んで空を飛ぶ左江内のことをドラえもんと称した（ただし忘却光線でその件は忘れている）。父の左江内に対して口は悪く生意気だが、ヒーローショーに特別出演した左江内を応援したり、左江内が全く帰ってこないことに不安を感じるなど左江内のことを嫌ってはいない。

#### 警察
小池 郁男〈39〉
演 - ムロツヨシ
藤子不二雄作品では多々登場するキャラクター。自称警部だが、実際の階級は巡査部長（4話より）。スーパーマンの左江内の活躍で解決した事件現場になぜか必ず駆けつける運がいい刑事。事件解決後に左江内の忘却光線でその活躍は忘れ去られるが、その際に自分が勝手に片付けたことにしてしまうので、発生した事件は自身の手柄になる。それがあまりに連続するので、6話で自分は無意識のうちに事件を解決する能力があると勘違いしている。また、その際に警視総監賞を4つ取ったと告白している。ラーメンが好物で、出前のものを食べながら登場することもある。よれよれのトレンチコートを常に着用しており、ポーズを決める際にコートの裾を無駄に捲りあげる癖がある。
刈野 助造〈29〉
演 - 中村倫也
小池の部下の制服警官。小池とは仲が良く小池が忘却光線の後に説明している「事件を解決した過程」を素直に感心している。
刑事
演 - 保坂聡

#### フジコ建設営業3課
英雄の勤務先。
簑島 光男〈55〉
演 - 高橋克実
営業3課の課長で、左江内の上司。池杉と仲がよくお調子者。頭が薄く光り輝いている。第9話では部長に昇進する話があったが、結局お流れになった。
池杉 照士〈27〉
演 - 賀来賢人
左江内の部下で独特な口調で話す。キザな性格でややチャラ男気味。根は臆病で第4話では自分が失敗した仕事を引き継いだ左江内が成功させそうなところを妨害し、第7話では酔った勢いで左江内からスーパーマンの仕事を引き受けるが、恐怖感が拭えず、挙句他人にスーツを盗まれたことを左江内に言い出せずにいた（この一件は忘却光線で忘れている）。ただし、妨害した件を良心の呵責で左江内に詫びたり、小心者だが憎めない男。みちると交際しており第6話でデートをしていた。
蒲田 みちる〈24〉
演 - 早見あかり
左江内の部下のサバサバした性格の女性。第6話で池杉と交際していたことが判明し、第7話で他の女といた際には締め上げた。上司である左江内への扱いは少々ドライであり、時には課長の光男に対して辛辣なことを言うことも多々ある。
下山 えり〈26〉
演 - 富山えり子
左江内の部下の大柄な女性。みちると仲が良い様子。大抵リクルートスーツのような黒いスーツを着ている。
諸星
演 - 尾上寛之
左江内の部下
瓜田井 一心
演 - 半田浩平
若松 健
演 - 君永佑太
大森 真一
演 - 福沢重文
女性社員
演 - 松島志歩

#### その他
米倉 / キャプテンマン
演 - 佐藤二朗
左江内に何かと接触する神出鬼没の人物で、登場するごとに職業が異なる。滑舌がかなり悪く、顔が大きい。忘却光線と同様の効果がある能力を持っているのか左江内は米倉と会ったことを忘れている。
第1話はカラオケ店員、第2話はバッティングセンターの店員、第3話はインターネットカフェの店員、第4話は回転寿司の板前、第5話は占い師。第6話はヒーローショーの演出家。第7話は新聞の古い号外を配るバイト。第8話は居酒屋の店員。第9話はサラリーマン、最終話は万年係長、家電販売店「ホトケ電気」の店長、そしてバスの運転手。
その正体は「キャプテンマン」という名の他のスーパーマンを取り仕切るヒーローで、一人乗りの円盤に乗って飛来する。スーツのモデルは『パーマン』の登場人物「バードマン」。
左江内の様子を見るため左江内に接触し、会う度に記憶を消していた。ヒーローを辞めた英雄の社会的地位を奪い辛らつな言葉をかけるも、その後妻円子絡みのバスジャック事件を仕組んでやる気を取り戻させた。
- 演じている佐藤は左江内相手に毎回アドリブでの掛け合いを繰り広げており、出演者が素で思わず笑ってしまうことも度々見られた。

謎の老人
演 - 笹野高史
左江内にスーパーマンになるスーツを手渡す老人。たまに左江内の様子を見に来るようで、第4話では原作者が一緒だということで一度だけ（しかも1回しか使えない）コピーロボットを左江内に与え、第6話では爆弾のある場所を教えてくれた。第7話では弱めのスペアスーツと見せかけたスキーウェアを左江内に渡した。最終話では「全ての責任から逃れたい」と泣き言を言った左江内に対し、周囲の記憶を消してホームレスにしたが、左江内がバスジャック事件に立ち向かおうとしたためスーツを再び貸与する。
木手〈50〉
演 - 福島マリコ
円子のママ友。
木手はじめ
演 - 古谷徳隆
円子のママ友
演 - はやしだみき
はね子のクラスメイト
吉村 さやか〈16〉
演 - 金澤美穂
佐野 サブロー〈16〉
演 - 犬飼貴丈

#### ゲスト

##### 第1話
強盗
演 - 塚本高史（友情出演）
銀行を襲った後にはね子の高校に立てこもったピストル強盗。左江内により（半ば事故のような形で）成敗され警察に引き渡される。
はね子の担任
演 - 中山孟
はね子のクラスメイト
演 - 小関千佳人、井上謙伸、小林和葉、川本知樹、團悠哉、田上楓、尾藤楓茄、山本文香、佐藤未華、濱良衣、高橋瑠莉、上原悠佳
カップルに絡む男
演 - 株元英彰、春日由輝
カップル
演 - 梅澤寛容、岡田夏海
わざとぶつかってきた男2人組に絡まれていた。左江内が最初に助けた人物。
女性
演 - 鈴木球予
飛び降り自殺しようとしていたが、左江内に救助され、テレマーク姿勢をとらされる。
女性
演 - 川越たまき
火災が起こったマンションの住人。飼い犬のさゆりちゃんを自室に取り残して逃げてきてしまい、彼女の安否を心配していたが、左江内に助けてもらった。
カラオケの店員
演 - 三田悠希、坂口比奈乃
プレゼンの司会
演 - 杉田徳弘
公園の掃除のおじさん
演 - 古沢一郎
警官
演 - 道井良樹
サラリーマン
演 - 群馬茂平
温泉リポーター
演 - 堀みづき
アナウンサー
演 - 辻岡義堂（日本テレビアナウンサー）

##### 第2話
新聞配達人
演 - ラバーガール
男
演 - 柾木玲弥
とある事情により、もんじゃ焼き屋に嫌がらせを行った青年。左江内に事情を話し改心する。
茂
演 - 織本順吉
もんじゃ焼き屋の店主。店を畳み、土地を有効活用すべくマンション設置計画を快諾するも、左江内の説得を受け道路開発事業に協力した。
智恵子
演 - 佐々木すみ江
もんじゃ焼き屋の店主。
熊田あきら
演 - 五十嵐陽向
もや夫のクラスメートの男子児童で、歌が下手なことを理由に合唱の練習をサボっていた。
もや夫の担任
演 - 川面千晶（第4話）
もや夫のクラスメイト
演 - 岩崎未来、木内心結
都市計画課の役人
演 - 山本泰弘
通行人
演 - 山城秀之、山田将太

##### 第3話
真中 ありさ
演 - 浜辺美波
アイドルグループ「ルージュパンク」の不動のセンター。性格の表裏が激しい。
はね子のオーディションをプッシュしてもいいと左江内に後押しする。
しのぶ
演 - 戸塚純貴
東京大学と京都大学を受験した学生。東京大学に合格したが、第1志望校の京都大学に不合格だったことで自殺しようとした。小池には、「東大でもいいじゃん」と言われて自殺を止められているが、無視して自殺に及ぼうとしたため、左江内に救助される。救助後、母親（演 - 瀬尾智美）が京都大学の合否結果を東京大学の受験番号で調べていたことによる結果だったことが判明し、京都大学の受験番号で合否結果を調べたら合格だったため、自殺を防げた。
八代
演 - 郭智博
真中ありさのマネージャー。ありさを誘拐する。
ありさの事務所社長
演 - 大河内浩
ありさの母
演 - 村岡希美
しのぶの母
演 - 瀬尾智美
スポンサー監督
演 - 加治将樹
財前
演 - 植木祥平
広報担当。
助監督
演 - 永嶋柊吾
番組AD
演 - 今井隆文
リポーター
演 - 宮崎杏樹

##### 第4話
遭難船の男
演 - 笠原秀幸
円子の母
声 - 青木和代
遭難船の女
演 - 生越千晴
社員
演 - 栗原卓也、田村義晃、畑俊樹、金子伸哉

##### 第5話
藤崎
演 - 本田翼
総務課に勤務する女性社員で、左江内の後輩。
実家の豆腐屋が悪徳金融会社から借りた借金を返済するために左江内を始めとするあらゆる者から金を騙し取っていた。後にそれを知った左江内が悪徳金融会社を壊滅したことで解放され、謝罪した。
たえ
演 - 外海多伽子
夫（演 - 山田明郷）との喧嘩が原因で自殺未遂を起こした。
男性
演 - 若葉竜也
スカイダイビング中パラシュートが開かず死にかけていたが、左江内に救助された。
悪徳金融ローン社長
演 - 野村啓介
悪徳金融ローン社員
演 - 後藤健、石川誠
藤崎の実家が金を借りた金融会社のスタッフ。既に元金を完済し終えた後もしつこく利息を取り立てる悪徳業者であったが、左江内により壊滅に追いやられた。既に悪事の証拠を警察に捕まれていたため、ガサ入れに来た小池達にあっけなく逮捕される。
女性社員
演 - 亀田七海、工藤晴香、陸奥なつ芽

##### 第6話
爆弾事件の犯人
演 - 矢本悠馬
遊園地に爆弾を仕掛けた男。電話口の無理難題により、あの手この手で小池刑事を苦しめる。
その正体は小池がリッチになった為に注文しなくなった中華料理店の店員であった。
映画のスタッフ
演 - 石井智也
遊園地の管理者
演 - 太田恭輔
遊園地の従業員
演 - 水原ゆき
ご当地ヒーロー
演 - 絢爛郷土カヌマン

##### 第7話
コンビニ強盗
演 - 鈴木浩介
ピストルを持って深夜のコンビニを襲撃するが、左江内により退治される。
高萩 省吾〈26〉
演 - 間宮祥太朗
池杉が置いて行ったスーパースーツを悪用して銀行強盗を働いていた悪漢。彼がなぜスーパースーツを使いこなせるようになったのかは不明である。左江内がバッジを持っていたためスーツを奪還され、パンツ一丁になり敗北。
コンビニの店長
演 - 坂田聡
コンビニの客
演 - 愛原実花
男性
演 - 八十田勇一
火事が起きたマンションの部屋の住人。タンス預金の蓄財を池杉に持って来させた。
OL
演 - 水上京香
銀行の支店長
演 - 佐藤正和
銀行の客
演 - 古川慎
失恋した女性
演 - 八代みなせ
ナンパ男
演 - 五十嵐麻朝、池田大、島田惇平
女性
演 - 長内映里香、真崎かれん、坪井ミサト
テレビ
演 - 磯部修一、倉田麻由子、五位野隆雄
アナウンサー
演 - 山本健太（日本テレビアナウンサー）

##### 第8話
笹原 桃子
演 - 永野芽郁
栃木県で会社に勤めつつスーパーウーマンを受け持つOL。左江内同様、先代の老婆からスーパースーツを受け継いだ。
事故現場で偶然会った同じスーパーマン仲間の左江内と意気投合する。メンヘラ気味でスーパーウーマンであることや恋愛などで悩みを抱え、自殺を試みたが左江内に何度も止められる。後日、立ち直ったことを知らせに東京の左江内に会いに行き、左江内が一人で支えきれない鉄塔が落下しそうなのを支えて左江内を救った。
左江内 春子
演 - 立石涼子
左江内の母。栃木県在住。円子は彼女の前では「夫の言うことを聞く妻」を演じていたが、気が強い円子が優しさだけが取り柄で頼りない左江内を上手く夫としてたてていることを見抜いていた。
左江内 茂雄〈80〉
演 - 平泉成
左江内の父。栃木県在住。亭主関白気味。
真紀子
演 - 阿南敦子
左江内の妹。
左江内の弟
演 - 鈴木アキノフ
草サッカーの選手
演 - 足立理、長島琢磨
メンバーがケガをしていたため左江内に救急搬送してもらった。
警備員
演 - 岩本淳

##### 第9話
フジコ建設社長〈72〉
演 - 風間杜夫
柔道有段者。自宅に入った強盗を左江内が撃退した一件で、左江内を二階級特進させた。そのことを気に病んだ簑島の昇進取り消しを撤回させるべく左江内から狂言誘拐を仕込まれ、簑島と左江内（及び済し崩し的に巻き込まれた池杉）にクビを命じる。しかし、後日夫人から顛末を聞かされ、営業三課の絆に関心を抱き一連の内示を取り消した。
フジコ建設社長夫人
演 - 石野真子
狂言誘拐に関して左江内とアポイントを取る。
島課長
演 - 宅麻伸（友情出演）
営業二課の元係長。渋い。
強盗
演 - やべきょうすけ
社長宅に押し入った強盗。社長に制圧された腹いせに銃撃しようとするも、左江内にあっけなく敗北し逮捕される。
ラーメン屋の店主
演 - 中澤功
ラーメン屋の客
演 - 高橋努、西洋亮、寺田浩子、島丈明、木村梨乃
簑島課長の奥さん
演 - しのへけい子
昇進が取り消されたことで簑島を締め上げた。
受付嬢
演 - 清水くるみ

##### 最終話
バスジャック犯
演 - 菅田将暉
円子と木手が乗る観光バスをジャックした若者。円子に「菅田将暉に似ているってよく言われます」と発言したら、「はぁ?私菅田将暉よりも山﨑賢人の方が好きだし～！」と圧されるなど、やや気が弱い。正体はゲームが買えなくてムシャクシャしていたところを米倉（キャプテンマン）に操られて犯行に及んだ青年。結局、左江内を奮起させるために仕組まれた犯罪であり、彼はむしろ巻き込まれた立場だったため、犯行自体が忘却光線で「なかったこと」になり、念願のゲームも左江内の配慮で手に入れ（左江内が「ホトケ電気」で米倉が変装した電気屋からもらったもの）、自分が犯行に及んだ理由も分からないまま逃走していった。
秀夫
演 - 嶺岸煌桜
ベランダから転落した幼児。すぐに左江内により病院に搬送され、一命をとりとめる。忘却光線を浴びたにもかかわらず左江内をスーパーマンとして覚えていたため、彼を救助できなかったことを悔やんでいた左江内の背中を押した。
秀夫の母
演 - 西牟田恵
取引先
演 - 須永慶、沼崎悠、坂井香奈美
ゲームソフトの販売員
演 - 鎌倉太郎

### スタッフ
- 原作 - 藤子・F・不二雄『中年スーパーマン左江内氏』（双葉社・中央公論新社・小学館刊）
- 脚本・演出 - 福田雄一
- 音楽 - 瀬川英史
- 主題歌 - 三代目 J Soul Brothers from EXILE TRIBE「HAPPY」（rhythm zone）[8]
- EDロールダンス振り付け - 楢木和也
- 法律監修 - 池村聡
- 警察監修 - 古谷謙一
- スーパー服制作 - JAP工房
- アクション監督 - 田渕景也・難波一宏（スタントチームGocoo）
- 技術協力 - NiTRo、キアロスクーロ撮影事務所、ファーストショット
- 照明協力 - オフィス・ドゥーイング
- 美術協力 - 日テレアート
- VFX - khaki
- ドローン撮影 - 東通クリエイティブ・ビジョン
- ポスプロ - レスパスビジョン
- チーフプロデューサー - 伊藤響
- プロデューサー - 高明希、柳内久仁子
- 制作協力 - AX-ON
- 製作著作 - 日本テレビ

### 放送日程
| 放送回                                                                      | 放送日  | サブタイトル                                     | 視聴率 |
| --------------------------------------------------------------------------- | ------- | ------------------------------------------------ | ------ |
| 第1話                                                                       | 1月14日 | サエないヒーロー悪に強いが妻に弱い               | 12.9%  |
| 第2話                                                                       | 1月21日 | サエないヒーローでも息子のピンチを救えるのか!?   | 09.6%  |
| 第3話                                                                       | 1月28日 | ヒーローがなんてったってアイドルのマネージャー!? | 09.2%  |
| 第4話                                                                       | 2月04日 | 仕事か遠足か? 夫婦愛を試されるサエないヒーロー   | 08.9%  |
| 第5話                                                                       | 2月11日 | 不倫!? 家庭崩壊の危機に顔面蒼白のヒーロー        | 09.4%  |
| 第6話                                                                       | 2月18日 | 爆破予告で家族サービス崩壊                       | 10.2%  |
| 第7話                                                                       | 2月25日 | ヒーローが銀行強盗に!? 悪用されたスーパースーツ  | 07.9%  |
| 第8話                                                                       | 3月04日 | 鬼嫁が良妻に!? 悩めるスーパーウーマンが人生相談  | 06.3%  |
| 第9話                                                                       | 3月11日 | 社長登場で大波乱! 出世をかけた誘拐事件!?         | 10.5%  |
| 最終話                                                                      | 3月18日 | ヒーロー放棄で絶体絶命!? 夫婦愛の奇跡!!          | 10.5%  |
| 平均視聴率 9.5%（視聴率はビデオリサーチ調べ、関東地区・世帯・リアルタイム） |         |                                                  |        |

### スピンオフドラマ『小池刑事の鬼の取調室』

#### 配信日および、小池刑事と刈野に取調べられるゲスト
- 第1話：3月18日
ラーメン屋の割込み客
演 - 高橋努
- 第2話：3月25日
小池刑事に痴漢容疑をかけられる会社員
演 - 野間口徹
- 第3話：3月31日

左江内家からミカン一個盗んだ男
演 - 佐藤二朗
ファミリー劇場にて、スーパーサラリーマン左江内氏本編一挙放送後の2021年1月9日25:45〜27:15に、一挙放送された。
| 日本テレビ系 土曜ドラマ                                                                                | 日本テレビ系 土曜ドラマ                                                               | 日本テレビ系 土曜ドラマ                                                                         |
| 前番組                                                                                                 | 番組名                                                                                | 次番組                                                                                          |
| --- | ------------------------------------------------------------------------------------- | ----------------------------------------------------------------------------------------------- |
| THE LAST COP/ラストコップ （2016年10月8日 - 12月10日） ※9月は『土曜ドラマ』枠外で「Episode0」3回放送。 | スーパーサラリーマン左江内氏 （2017年1月14日 - 3月18日） ※ここまで21時台での放送      | ボク、運命の人です。 （2017年4月15日 - 6月17日） ※ここから22時台での放送                        |
| 日本テレビ系 土曜21:00 - 21:54枠                                                                       |                                                                                       |                                                                                                 |
| THE LAST COP/ラストコップ （2016年10月8日 - 12月10日）                                                 | スーパーサラリーマン左江内氏 （2017年1月14日 - 3月18日） 【ここまで『土曜ドラマ』枠】 | 嵐にしやがれ （2017年4月15日 - 2020年12月26日） 【60分繰り上げて継続】 【ここからバラエティ枠】 |